# 土橋亭里う馬
土橋亭 里う馬（どきょうてい りゅうば）は、落語家の名跡。当代は十代目。
初代三遊亭圓生門下の初代司馬龍生を祖とする司馬派は、江戸時代において隆盛を極めたが、明治時代以降は衰え、本家である龍生の名跡を襲名する者は50年以上も現れておらず、今はこの里う馬が名を残すだけである。現在は落語立川流に所属する落語家が里う馬を名乗っている。
- 初代土橋亭里う馬 - 当該項目で記述
- 四代目土橋亭里う馬 - 後∶三代目柳亭燕路
- 六代目土橋亭里う馬 - 後∶三代目春風亭柳朝
- 七代目土橋亭里う馬 - 当該項目で記述
- 八代目土橋亭里う馬 - 当該項目で記述
- 九代目土橋亭里う馬 - 当該項目で記述
- 十代目土橋亭里う馬 - 当該項目で記述

## 2代目
二代目土橋亭 里う馬 （生没年不詳）通称∶肴屋 巳之吉。浅草聖天町の出身。最初は桃太郎というが師匠は不明。後に「柳蝶」に改名。天保末に初代の門下で「里ん馬」、1852年に「里う馬」を名乗った。『東形人廼口同言』には寄席金沢亭の席主であったというような記載がなされている。努力家であったが人気は今ひとつであり、その外見から「鼻赤の里う馬」と言われていたという。慶応年中に横浜で没した。

## 3代目
三代目土橋亭 里う馬（生没年不詳）通称「眼パチの里う馬」。初代登龍亭鱗蝶の門下で「鱗生」。後に初代土橋亭里う馬の門下で「二代目司馬鱗蝶」、「鱗ん蝶」から「四代目司馬龍生」を経て「三代目土橋亭里う馬」を襲名した。

## 5代目
五代目 土橋亭 里う馬（1857年（逆算） - 1893年11月1日）は、落語家。本名∶金子 金吉。
船遊亭志ん橋の門下で古今亭志ん吉を経て五代目土橋亭里う馬を襲名。人情噺を得意とした。1893年、38歳の若さで死去。